# سفارة العراق في روسيا
سفارة العراق في روسيا هي أرفع تمثيل دبلوماسي لدولة العراق لدى روسيا. تقع السفارة في Khamovniki District ‏ وهي تهدف لتعزيز المصالح العراقية في روسيا.

## وصلات خارجية
- قائمة سفارات العراق
- قائمة السفارات في روسيا